# Bolitoglossa nigrescens
Bolitoglossa nigrescens é uma espécie de anfíbio caudado pertencente à família Plethodontidae, sub-família Plethodontinae.